# Habitatge al carrer de la Font, 13 (Reus)
L'Habitatge alcarrer de la Font, 13, és un edifici del municipi de Reus (Baix Camp) inclòs en l'Inventari del Patrimoni Arquitectònic de Catalunya com a Bé Cultural d'Interès Local.

## Descripció
La casa és un habitatge entre mitjaneres estructurat en planta baixa i dos pisos superiors. La façana està arrebossada imitant carreus de pedra. L'accés es fa per un gran arc de mig punt adovellat, que juntament amb la caixa d'escala són els elements originals que conserva l'edifici. Al primer pis hi ha tres obertures allindanades amb un balcó corregut amb una barana de ferro forjat amb motius geomètrics. Al segon pis hi ha tres obertures alineades amb les inferiors però de menors dimensions i quadrades. A la mateixa alçada de les finestres trobem l'element decoratiu potser més destacat: un esgrafiat amb motius vegetals. A manera de remat de l'edifici trobem un ràfec de pedra amb diverses bandes planes. la casa està coberta amb una volta catalana molt plana.